# Valeur sentimentale
Pour plus de détails, voir Fiche technique et Distribution.
Valeur sentimentale (norvégien : Affeksjonsverdi - anglais : Sentimental Value) est un film norvégo-franco-germano-dano-suédois co-écrit et réalisé par Joachim Trier, sorti en 2025.
Le film est présenté en « compétition officielle » au Festival de Cannes 2025, où il remporte le grand prix.

## Synopsis
Après la mort de leur mère, les sœurs Nora et Agnes doivent faire face à leur père aliéné, Gustav, un cinéaste autrefois connu, mais aujourd'hui presque oublié. Les deux sœurs ont pris des chemins de vie bourgeois mais différents. Nora a fait passer sa carrière d'actrice avant tout le reste, tandis que sa sœur cadette, Agnes, a opté pour un emploi plus sûr, et a construit une vie de famille avec son mari et son enfant.
Gustav écrit un scénario et propose à sa fille Nora le rôle principal dans son prochain film, mais celle-ci refuse frontalement et catégoriquement. Lors d'une rétrospective de ses films en France, Gustav fait la connaissance de l'actrice hollywoodienne Rachel Kemp et lui propose le rôle qui était en fait destiné à Nora. Lorsque le tournage commence dans son pays natal, la Norvège, Gustav saisit l'occasion de recoller les morceaux de sa relation avec Nora et sa sœur,.

## Fiche technique
- Titre français : Valeur sentimentale[3],[4]
- Titre original anglais : Sentimental Value[4]
- Titre original norvégien : Affeksjonsverdi[5]
- Réalisation : Joachim Trier
- Scénario : Joachim Trier, Eskil Vogt
- Photographie : Kasper Tuxen Andersen (da)
- Montage : Olivier Bugge Coutté (no)
- Musique : Hania Rani
- Production : Maria Ekerhovd (no), Andrea Berentsen Ottmar
  - Production déléguée : Kristina Börjeson, Jeff Deutchman, Nancy Grant, Anders Kjærhauge, Solene Leger, Alexandre Mallet-Guy, Fridrik H. Mar, Tom Quinn, Renate Reinsve, Stellan Skarsgård, Ola Strøm, Magnus Thomassen, Joachim Trier, Eskil Vogt, Eva Yates
  - Production exécutive : Jessica Balac, Stine Hoel
  - Coproduction : Jonas Dornbach (de), Janine Jackowski (de), Lizette Jonjic, Elisha Karmitz, Nathanaël Karmitz, Olivier Père, Juliette Schrameck, Lars Thomas Skare, Atilla Salih Yücer
- Sociétés de production : Mer Film AS, Lumen, MK2 Films, Eye Eye Pictures, Zentropa Entertainment, Komplizen Film
- Société de distribution : Memento (France)
- Format : couleur — 35 mm[6] — son Dolby Digital
- Pays de production :  Norvège (61,21 %),  France (18,39 %),  Danemark (10,35 %),  Allemagne (10,04 %)[7]
- Langues originales : norvégien, anglais
- Genre : comédie dramatique
- Durée : 135 minutes
- Dates de sortie : 
  - France : 21 mai 2025 (Festival de Cannes) ; 20 août 2025 (sortie nationale)

## Distribution
- Renate Reinsve : Nora Borg
- Stellan Skarsgård : Gustav Borg
- Inga Ibsdotter Lilleaas (no) : Agnes Borg Pettersen
- Elle Fanning : Rachel Kemp
- Anders Danielsen Lie : Jakob
- Jesper Christensen : Michael
- Cory Michael Smith : Sam
- Catherine Cohen (en) : Nicky
- Andreas Stoltenberg Granerud : Even
- Øyvind Hesjedal Loven : Erik
- Lars Väringer (sv) : Peter
- Ida Marianne Vassbotn Klasson : Sissel Borg
- Vilde Søyland : Karin Borg
- Mari Strand Ferstad : Edith Irgens
- Julia Küster : Lillian

## Production
Le tournage débute en août 2024 à Oslo,,.

## Distinctions

### Récompense
- Festival de Cannes 2025 : grand prix
- Festival du film de Munich 2025 : International Audience Award